# Nehora
Nehora (hebrejsky נְהוֹרָה, v oficiálním přepisu do angličtiny Nehora) je vesnice typu mošav v Izraeli, v Jižním distriktu, v Oblastní radě Lachiš.

## Geografie
Leží v nadmořské výšce 97 metrů v pobřežní nížině, v regionu Šefela.
Obec se nachází 15 kilometrů od břehu Středozemního moře, cca 50 kilometrů jižně od centra Tel Avivu, cca 54 kilometrů jihozápadně od historického jádra Jeruzalému a 6 kilometrů západně od města Kirjat Gat. Nehoru obývají Židé, přičemž osídlení v tomto regionu je etnicky převážně židovské.
Nehora je na dopravní síť napojena pomocí lokální silnice číslo 352, jež severně od vesnice ústí do dálnice číslo 35.

## Dějiny
Nehora byla založena v roce 1956. Podle jiného zdroje se zde obyvatelé usídlili již roku 1955. Šlo o součást jednotně koncipované sídelní sítě budované v regionu Chevel Lachiš po vzniku státu Izrael. Vesnice byla budovaná jako regionální střediskové sídlo, jež mělo sloužit jako zázemí pro okolní zemědělské vesnice. Funguje tu úřad Oblastní rady Lachiš, základní škola, sportovní areály, domov pro seniory, regionální knihovna a regionální zdravotní středisko. Dále je tu k dispozici obchod se smíšeným zbožím.

## Demografie
Podle údajů z roku 2014 tvořili naprostou většinu obyvatel v Nehora Židé (včetně statistické kategorie "ostatní", která zahrnuje nearabské obyvatele židovského původu ale bez formální příslušnosti k židovskému náboženství).
Jde o menší obec vesnického typu s dlouhodobě rostoucí populací. K 31. prosinci 2014 zde žilo 1145 lidí. Během roku 2014 populace stoupla o 1,1 %.
| Rok            | 1961 | 1972 | 1983 | 1995 | 2001 | 2003 | 2004 | 2005 | 2006 | 2007 | 2008 | 2009 | 2010 | 2011 | 2012 | 2013 | 2014 |
| -------------- | ---- | ---- | ---- | ---- | ---- | ---- | ---- | ---- | ---- | ---- | ---- | ---- | ---- | ---- | ---- | ---- | ---- |
| Počet obyvatel | 111  | 167  | 310  | 753  | 952  | 1091 | 1121 | 1141 | 1206 | 1216 | 1267 | 1025 | 1022 | 1109 | 1125 | 1133 | 1145 |